# Weihenzell
Weihenzell (fränkisch Waia-zell) ist eine Gemeinde im mittelfränkischen Landkreis Ansbach und zählt zur Metropolregion Nürnberg.

## Geografie

### Geografische Lage
Die Gemeinde liegt sieben Kilometer nordöstlich von Ansbach im Naturpark Frankenhöhe. In der Ortsmitte vereinigen sich der Zellbach und der Wernsbach und bilden die Rippach, die in Richtung Ostsüdost zum Haselbach fließt.

### Gemeindegliederung
Es gibt 22 Gemeindeteile (in Klammern ist der Siedlungstyp angegeben):
- Alexandermühle (Einöde)
- Beutellohe (Dorf)
- Fessenmühle (Einöde)
- Forst (Pfarrdorf)
- Frankendorf (Dorf)
- Gebersdorf (Weiler)
- Grüb (Dorf)
- Haasgang (Dorf)
- Moratneustetten (Kirchdorf)
- Neubronn (Weiler)
- Neumühle (Dorf)
- Papiermühle (Einöde)
- Petersdorf (Dorf)
- Schmalnbachshof (Einöde)
- Schönbronn (Dorf)
- Steinmühle (Weiler)
- Thierbach (Weiler)
- Thurndorf (Dorf)
- Weihenzell (Pfarrdorf)
- Wernsbach b.A. (Pfarrdorf)
- Wippendorf (Dorf)
- Zellrüglingen (Dorf)

Auf dem Gemeindegebiet befand sich der Aimershof, der wahrscheinlich schon während des Dreißigjährigen Krieges zur Wüstung geworden ist.
Es gibt auf dem Gemeindegebiet die Gemarkungen Forst, Gebersdorf, Haasgang (Gemarkungsteil 1), Vestenberg (Gemarkungsteil 1), Weihenzell und Wernsbach. Die Gemarkung Weihenzell hat eine Fläche von 11,489 km². Sie ist in 2025 Flurstücke aufgeteilt, die eine durchschnittliche Fläche von 5673,74 m² haben. In ihr liegen neben dem namensgebenden Ort die Gemeindeteile Beutellohe, Neumühle, Papiermühle, Steinmühle, Thierbach und Zellrüglingen.

### Nachbargemeinden
Nachbargemeinden sind (von Norden beginnend im Uhrzeigersinn) Rügland, Dietenhofen, Bruckberg, Petersaurach, Ansbach und Lehrberg.

### Klima

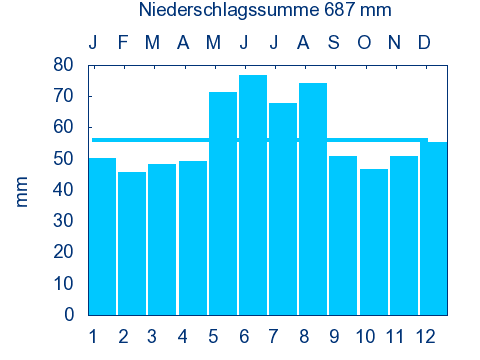
Diagramm Niederschlagsmittelwerte Weihenzell für den Zeitraum von 1961 bis 1990
Niederschlagsdiagramm für Weihenzell (blaue Kurve) vor den Mittelwerten (Quantilen) für Deutschland (grau)

Die durchschnittliche Niederschlagsmenge pro Jahr beträgt 687 mm.

## Geschichte

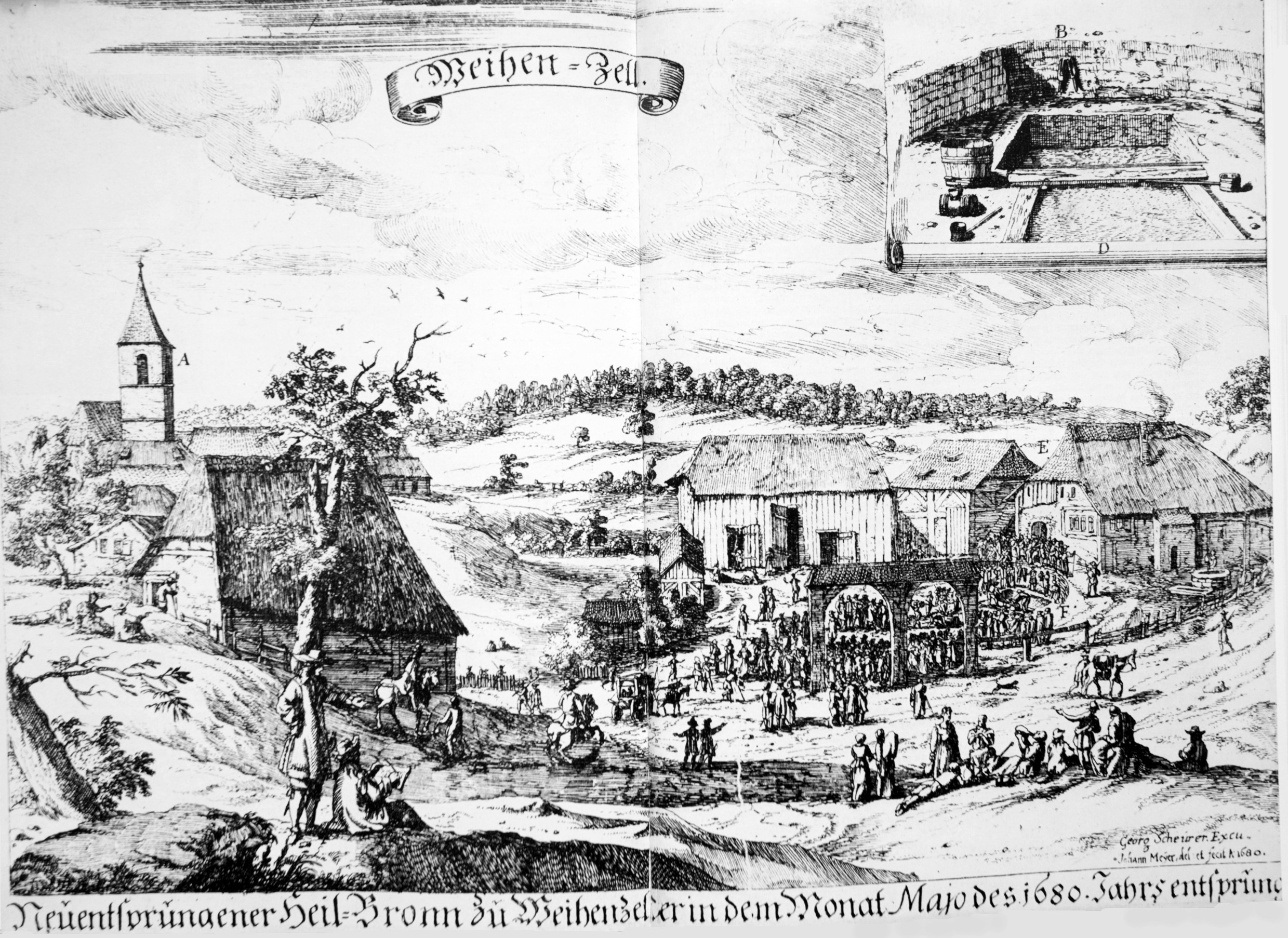
Weihenzell im Jahr 1680

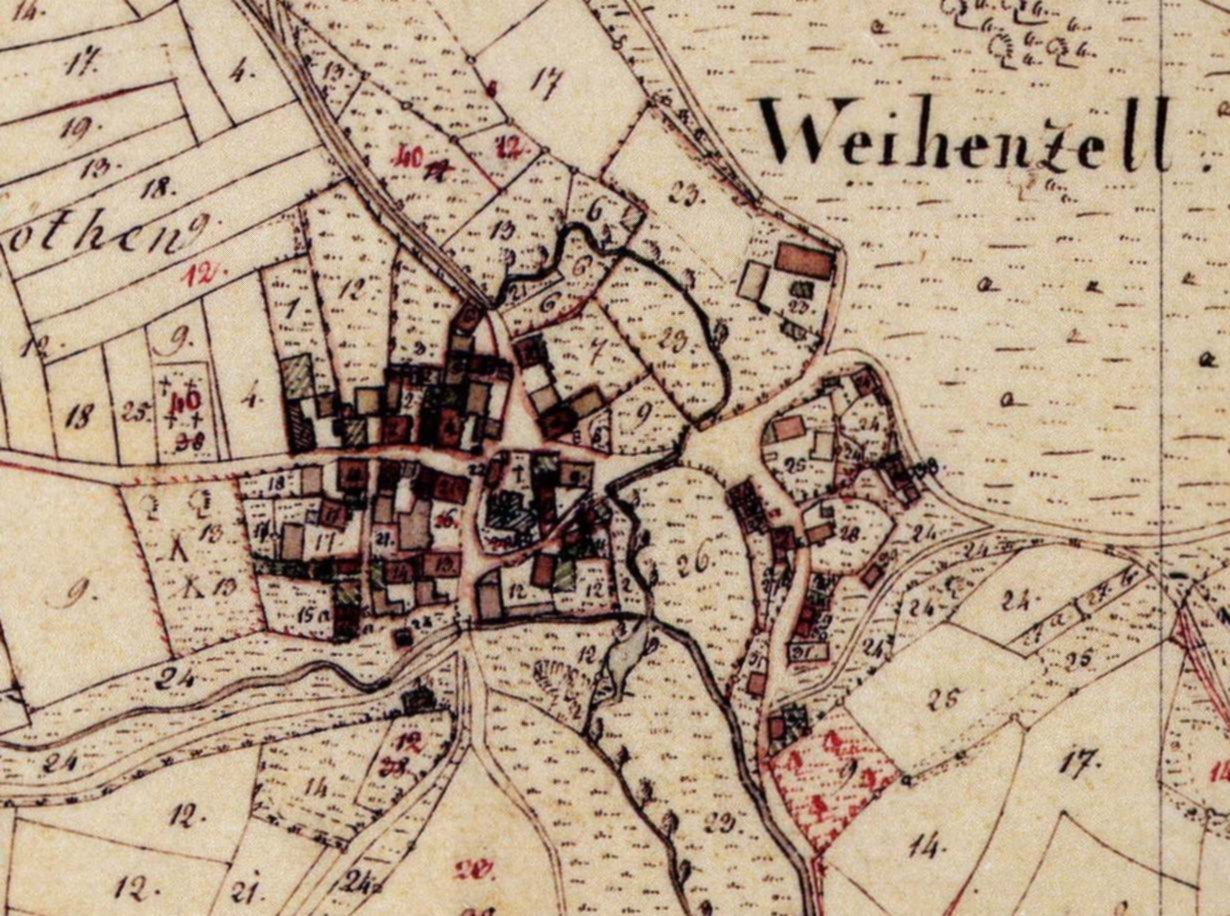
Weihenzell bei der Uraufnahme (Erstvermessung), ca. 1824

Der Ort wurde als „Celle“ in einer Lehensurkunde des Bischofs Manegold zu Würzburg vom 29. März 1299 erstmals schriftlich erwähnt. Eine Celle ist ein Wirtschaftshof eines Klosters. Im Falle von Weihenzell war es das St. Gumbertuskloster, das den Ort gegründet hat. Aufgrund der Entfernung zum Kloster wird das nicht in der Frühzeit (8./9. Jh.) geschehen sein, jedoch muss sie vor 1012 erfolgt sein, da in diesem Jahr das Kloster in ein Chorherrenstift umgewandelt wurde. Erst 1307/08 erfolgte die Nennung mit Zusatz Wigencelle. Der Ortsname enthält wahrscheinlich den Personennamen Wigo. Nach E. Fechter ist auch eine Ableitung von mhd. wîh (=„heilig“) möglich.
Laut dem 16-Punkte-Bericht des Oberamtes Ansbach von 1684 bildete Weihenzell mit Zellrüglingen und Knoblauchsmühle eine Realgemeinde. In Weihenzell wurden 21 Mannschaften verzeichnet (4 Höfe, 12 Güter, 3 Gütlein, 2 Häuser). Grundherr war das Hofkastenamt Ansbach, wobei sieben Güter Gülten ins Stiftsamt Ansbach abgeben mussten. Der Gemeinde gehörten ein Schulhaus, ein Hirtenhaus, ein Schäferhaus, ein Fischwasser und 254 Morgen Holz. Außerdem gab es noch eine Pfarrkirche und ein Pfarrhaus. Das Hochgericht und die Dorf- und Gemeindeherrschaft übte das brandenburg-ansbachische Hofkastenamt Ansbach aus.
Gegen Ende des 18. Jahrhunderts gab es in Weihenzell 26 Anwesen. Das Hochgericht und die Dorf- und Gemeindeherrschaft übte weiterhin das Hofkastenamt Ansbach aus. Alle Anwesen hatten das Fürstentum Ansbach als Grundherrn (Hofkastenamt Ansbach: 25, Stiftsamt Ansbach: 1). Neben den Anwesen gab es folgende kirchliche bzw. kommunale Gebäude: Kirche, Pfarrhaus, Schulhaus, Hirtenhaus, Schafhaus und Brechhaus. Das Revierförsterhaus war ein herrschaftliches Gebäude. Es gab zu dieser Zeit 24 Untertansfamilien.
Im Jahre 1792 wurde von Preußen das Fürstentum Ansbach erworben, womit auch Weihenzell unter preußischer Verwaltung stand. Von 1797 bis 1808 unterstand der Ort dem Justiz- und Kammeramt Ansbach.
Als Teil des Fürstentums fiel Weihenzell im Vertrag von Paris (Februar 1806) durch Tausch an Bayern. Im Rahmen des Gemeindeedikts wurde im Jahr 1808 der Steuerdistrikt Weihenzell gebildet, zu dem Adelmannsdorf, Beutellohe, Höfen, Neumühle, Papiermühle, Steinmühle, Thierbach und Zellrüglingen gehörten. Die Ruralgemeinde Weihenzell wurde im Jahr 1811 gegründet und war deckungsgleich mit dem Steuerdistrikt. Sie war in Verwaltung und Gerichtsbarkeit dem Landgericht Ansbach zugeordnet und in der Finanzverwaltung dem Rentamt Ansbach (1919 in Finanzamt Ansbach umbenannt). Mit dem Zweiten Gemeindeedikt (1818) wurde Gebersdorf von Katterbach und Grüb und Wippendorf von Hennenbach nach Weihenzell umgemeindet.
In der Folgezeit kam es zur Aufspaltung der Ruralgemeinde Weihenzell:
- 8. April 1830: Bildung der Ruralgemeinde Grüb mit Gebersdorf und Wippendorf;[19]
- 27. Juli 1830: Umgemeindung von Adelmannsdorf und Höfen in die neu gebildete Gemeinde Haasgang.[20]

Seither gehörten zur Ruralgemeinde Weihenzell nur noch Beutellohe, Neumühle, Papiermühle, Steinmühle, Thierbach und Zellrüglingen.
Ab 1862 gehörte Weihenzell zum Bezirksamt Ansbach (1939 in Landkreis Ansbach umbenannt). Die Gerichtsbarkeit blieb bis 1870 beim Landgericht Ansbach, von 1870 bis 1879 war das Stadt- und Landgericht Ansbach zuständig, seit 1880 ist es das Amtsgericht Ansbach. 1888 hatte die Gemeinde eine Gebietsfläche von 11,413 km².
Im Zweiten Weltkrieg waren 60 Tote als Folge des Krieges zu beklagen, nach 1945 fanden vor allem Vertriebene aus dem Sudetengau Aufnahme. Die Bevölkerungszahl stieg und es wurden mehr Menschen katholischen Glaubens registriert.

### Eingemeindungen
| Gemeinde              | Einwohner (1970) | Eingemeindung   | Bemerkungen                                                                                  |
| --------------------- | ---------------- | --------------- | -------------------------------------------------------------------------------------------- |
| Forst                 | 246              | 01. Juli 1971   |                                                                                              |
| Grüb                  | 161              | 01. Januar 1974 |                                                                                              |
| Haasgang              | 345              | 01. Juli 1972   | Eingliederung von 212 der 345 Einwohner, Umgliederung der anderen Einwohner nach Dietenhofen |
| Vestenberg            | 547              | 01. Mai 1978    | Eingliederung von 69 der 547 Einwohner, Umgliederung der anderen Einwohner nach Petersaurach |
| Wernsbach bei Ansbach | 315              | 01. Januar 1974 |                                                                                              |

### Einwohnerentwicklung
Im Zeitraum 1988 bis 2018 stieg die Einwohnerzahl von 2135 auf 2948 Einwohner bzw. um 38,1 %.
Gemeinde Weihenzell
| Jahr      | 1818   | 1840   | 1852   | 1861   | 1867   | 1871   | 1875   | 1880   | 1885   | 1890   | 1895   | 1900   | 1905   | 1910   | 1919   | 1925   | 1933   | 1939   | 1946   | 1950   | 1961   | 1970   | 1987   | 1995   | 2010   | 2017   |
| Einwohner | 668    | 462    | 454    | 465    | 441    | 488    | 490    | 502    | 491    | 477    | 488    | 496    | 501    | 487    | 484    | 502    | 485    | 445    | 564    | 619    | 605    | 650    | 2095   | 2560   | 2847   | 2932   |
| Häuser    | 120    | 80     |        |        |        | 87     |        |        | 93     | 96     |        | 98     |        |        |        | 98     |        |        |        | 89     | 114    |        | 552    |        |        | 841    |
| Quelle    | [ 25 ] | [ 26 ] | [ 27 ] | [ 28 ] | [ 29 ] | [ 30 ] | [ 31 ] | [ 32 ] | [ 27 ] | [ 21 ] | [ 33 ] | [ 27 ] | [ 34 ] | [ 27 ] | [ 35 ] | [ 27 ] | [ 36 ] | [ 27 ] | [ 27 ] | [ 27 ] | [ 37 ] | [ 38 ] | [ 39 ] | [ 40 ] | [ 41 ] | [ 41 ] |

Ort Weihenzell
| Jahr      | 001818 | 001840 | 001861 | 001871 | 001885 | 001900 | 001925 | 001950 | 001961 | 001970 | 001987 | 001999 | 002017 | 002019 |
| Einwohner | 237    | 240    | *278   | 254    | 266    | 260    | 253    | 310    | 326    | 335    | 814    | 1257   | 1341   | 1365   |
| Häuser    | 31     | 42     |        |        | 47     | 50     | 50     | 46     | 62     |        | 223    |        |        |        |
| Quelle    | [ 25 ] | [ 26 ] | [ 28 ] | [ 30 ] | [ 21 ] | [ 34 ] | [ 36 ] | [ 37 ] | [ 38 ] | [ 39 ] | [ 40 ] | [ 42 ] |        | [ 43 ] |

## Politik

### Gemeinderat
Der Gemeinderat Weihenzell hat 15 Mitglieder einschließlich des Ersten Bürgermeisters:
| Wahltag       | CSU | FW Weihenzell | FWG Umland | Gesamt |
| ------------- | --- | ------------- | ---------- | ------ |
| 15. März 2020 | 5   | 5             | 4          | 14     |
| 16. März 2014 | 4   | 7             | 3          | 14     |
| 02. März 2008 | –   | 9             | 5          | 14     |
| 03. März 2002 | 7   | 4             | 3          | 14     |

### Bürgermeister
Gerhard Kraft wurde am 15. März 2020 mit 93,4 % der Stimmen zum Bürgermeister von Weihenzell gewählt.

### Wappen und Flagge
Wappen
| Wappen von Weihenzell | Blasonierung: „In Silber auf grünem Dreiberg, der mit einer silbernen Wellenspitze belegt ist, eine grüne Kleepflanze mit fünf Blättern, der Stängel belegt mit einem blauen Schild, darin eine goldene heraldische Lilie.“ |
| Wappen von Weihenzell | Wappenbegründung: Die Gemeinde Weihenzell besteht seit 1971 aus den ehemals selbstständigen Gemeinden Forst, Grub, Haasgang, Wernsbach und Weihenzell. Der Klee mit fünf Blättern stellt diese fünf Orte dar und symbolisiert zugleich die landwirtschaftliche Struktur des Gemeindegebiets. Die Lilie weist auf das Gumbertuskloster in Ansbach, das als Gründer des Ortes Weihenzell gilt. Die Wellenspitze stellt eine Heilquelle im Gemeindegebiet dar, die im 17. Jahrhundert viele Menschen anzog. Weihenzell führt dieses Wappen seit 1985. |

Flagge
Die Gemeindeflagge ist blau-weiß-grün.

### Gemeindepartnerschaften
- Gemeinde Saint-Laurent-sur-Gorre in der Region Nouvelle-Aquitaine, seit 1986

### Raumordnung
Die Gemeinde Oberdachstetten ist Mitglied der 2004 gegründeten Kommunalen Allianz NorA. Die Allianz hat ein gemeinsames Integriertes ländliches Entwicklungskonzept. NorA bildet mit den benachbarten Allianzen Aurach-Zenn und Kernfranken die Lokale Aktionsgruppe Rangau. Diese wird durch das LEADER-Programm 2023–2027 gefördert.

## Kultur und Sehenswürdigkeiten

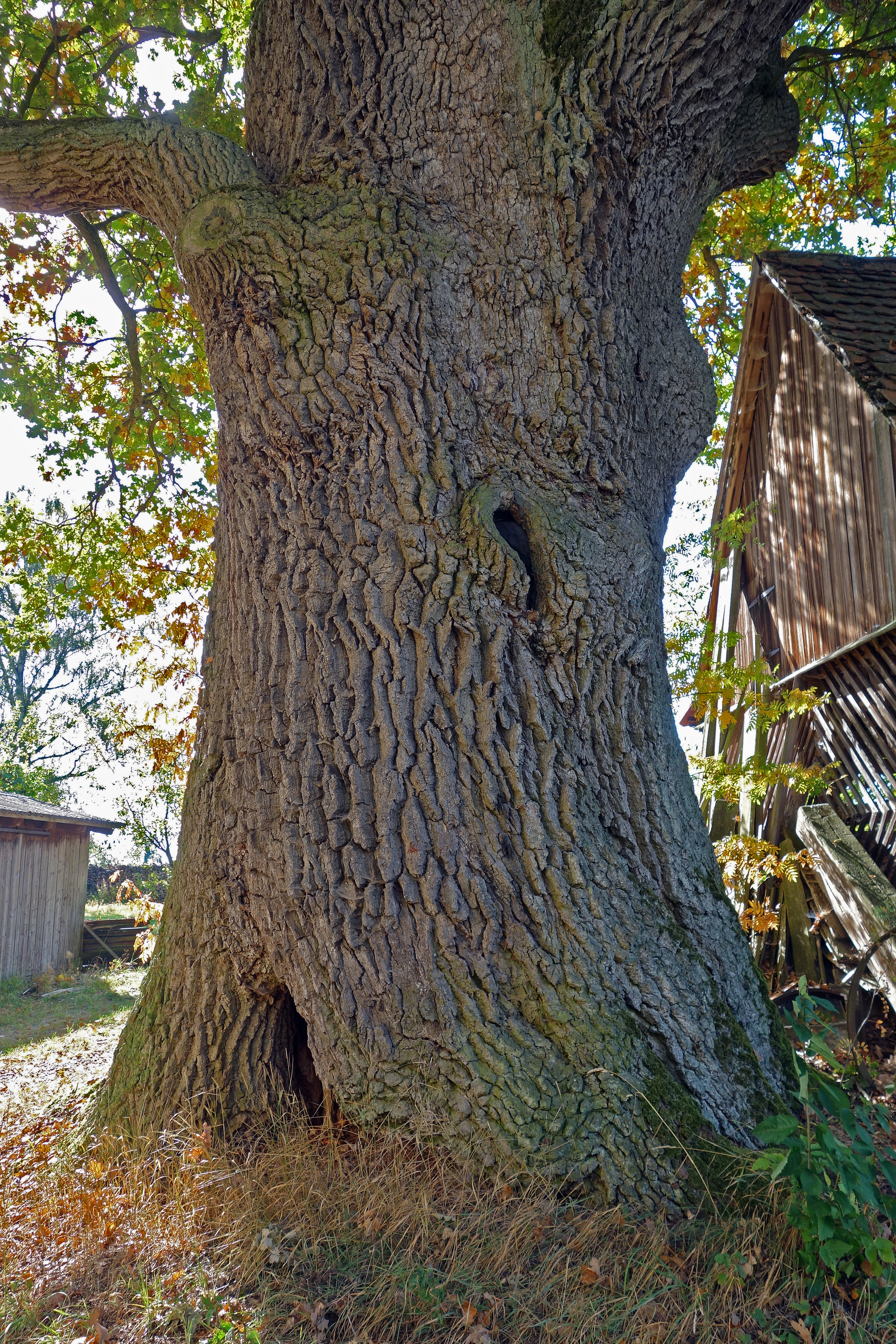
Eiche von Petersdorf

### Baudenkmäler
- St. Jakob (Weihenzell)
- St. Martin (Moratneustetten)
- St. Stephanus (Forst)

### Naturdenkmäler
- Eiche bei Petersdorf mit einem Brusthöhenumfang von 8,30 m (2015).[51]

### Regelmäßige Veranstaltungen
Kirchweih wird jedes Jahr am Jakobisonntag (4. Sonntag im Juli bzw. Sonntag nach dem 25. Juli, dem Gedenktag des Apostels Jakobus des Älteren) gefeiert.

## Verkehr
Die Kreisstraße AN 10 führt nach Wernsbach (2,5 km westlich) bzw. über die Stein- und Feßmühle nach Frankendorf (2,9 km südöstlich). Die Kreisstraße AN 9/Kreisstraße ANs 2 führt an Grüb vorbei nach Ansbach zur Bundesstraße 13 (6,5 km südwestlich) bzw. nach Zellrüglingen (0,8 km nördlich). Gemeindeverbindungsstraßen führen nach Wippendorf (2,2 km südlich) und nach Petersdorf (1,8 km östlich). Durch Weihenzell verläuft der Fränkische Marienweg.

## Telefonvorwahlen
Die hauptsächlich genutzte Vorwahl ist die 09802. Die 0981 gilt in Schönbronn und Wernsbach bei Ansbach, die 09824 in Beutellohe, Petersdorf und Thierbach sowie die 09828 in Haasgang, Moratneustetten und Neubronn.

## Persönlichkeiten
- Johann Konrad Vogel (* 1796 in Weihenzell; † 1883 in Linz), österreichischer Zuckerbäcker und Linzer Armenvater